# Barahona (schiereiland)
Barahona is een schiereiland in het zuiden van de Dominicaanse Republiek. Het schiereiland loopt tot aan de Sierra de Baoruco. Een deel behoort tot de provincie Barahona, het andere deel hoort bij de provincie Pedernales, beide in de regio (región) Enriquillo (VI), macro-regio (macro región) Suroeste. De maximale hoogte bedraagt 331 meter.
Het schiereiland bestaat uit kalksteenterrassen. Het is een droog gebied. Het is slechts begroeid met wat struikenbossen.